# René-Jean Caillette
Pour les articles homonymes, voir Caillette.
René-Jean Caillette, né le 22 septembre 1919 à Fay-aux-Loges (Loiret) et mort le 19 septembre 2004 à Sens, est un décorateur et designer français.
Après la Seconde Guerre mondiale, son travail s'inscrit dans la démocratisation des meubles de série puis dans l'édition industrielles du style international. Il a été enseignant à l'École nationale supérieure des arts décoratifs et à l'ESAG Penninghen à Paris de 1974 à 1980.

## Historiographie
René-Jean Caillette est l'un des premiers décorateurs de la Reconstruction à avoir été redécouvert par les historiens d'art, à la suite de la médiatisation de la vente de succession de son fonds organisée par l'étude Tajan au profit des Petits frères des pauvres en 2006. Comme le signale Patrick Favardin, René-Jean Caillette est emblématique d'une période singulière :

« Les Arts Décoratifs Français des Trente Glorieuses ont sans doute connu une récente revalorisation. Ils n’en demeurent pas moins assez mal connus même si les noms de Charlotte Perriand, Jean Prouvé ou Pierre Paulin ont bien résisté à la déferlante Scandinave, Italienne, Américaine. Pour beaucoup de créateurs, il y a là quelques injustices. Malgré l’absence de grands industriels du meuble et d’une réelle politique des pouvoirs publics en faveur de l’exportation, les décorateurs Français ont su faire preuve d’une créativité remarquable puisée tout à la fois aux sources de la meilleure Tradition Française et aux exigences de la Modernité. »

## Biographie

### Le fils d'ébéniste
« Je suis fils d’ébéniste et j’ai encore le souvenir de l’odeur des copeaux de bois dans l’atelier de mon père. » affirme René-Jean Caillette dans une interview en 1991 : la culture du bois est en effet très présente dans son œuvre et dans les premières expériences professionnelles qu'il acquiert faubourg Saint-Antoine. Cependant, il est surtout séduit par l'esprit de la Libération et cherche à produire du mobilier de série. Pour cela, il va organiser en 1949 une exposition prestigieuse entre le rue du Faubourg-Saint-Honoré et la rue Royale aux côtés d'autres jeunes créateurs qui se présentent comme le « groupe Saint-Honoré ».
S'il produit pour cette occasion ses modèles dans l'atelier de son père, la communication passe parfaitement et il rencontre à cette occasion Marcel Gascoin qui va l'introduire dans le Salon des arts ménagers et dans le Salon des artistes décorateurs. Le caractère de ses meubles est déjà bien affirmé, avec des coupes simples et une allure solide, parfois rustique.

### La rencontre avec Georges Charron
La première présentation au Salon des arts ménagers de 1950 permet ensuite à René-Jean Caillette de rencontrer l'éditeur de meuble Georges Charron qui reprend ses premiers modèles, les édite, et ajoute un ensemble d'éléments combinables qu'il diffuse sous la marque « Manufactures du Meubles de France ». Ce sont des modèles robustes qui formeront la gamme de base de la marque. Cette rencontre est alors exceptionnelle en France, les autres créateurs de série étant pour la plupart obligée de s'auto-éditer, ne trouvant pas le moindre soutien dans l'industrie…
Cette rencontre le conduit aussi à élargir son style en s'associant dès 1952 à Alain Richard, Geneviève Dangles et Joseph-André Motte, pour fonder le « Groupe 4 », exclusivement édité par Georges Charron. Ce groupe va inaugurer en France une marque esthétique puissante, bien distincte du « style Gascoin » alors en vigueur, assumant rapidement de puissants contrastes de couleur dans le bois, des piétements métalliques, du bois cintré ou du Formica, mais en restant toujours dans des formes robustes et très rationnelles.

### Le designer
L'implication précoce de René-Jean Caillette auprès des industriels et des diffuseurs de meuble produits en série le conduit à fonder avec Marcel Gascoin, dès 1953, la toute première association de designers en France : l'Association des créateurs de modèles de série (ACMS), qui a pour but de promouvoir les meubles modernes, de protéger les modèles et de fixer les prix de vente. L'ACMS va également jouer un rôle clef dans la promotion des meubles de série au Salon des arts ménagers jusque dans les années 1960.
Arès cette période de précurseur, René-Jean Caillette va créer d'autres meubles remarquable et s'élargir à d'autres éditeurs, comme la chaise « Diamant » en 1957, grand prix de l'Exposition universelle de 1958, éditée par Louis Maillet et la chaise « Coccinelle » en polyester et fibre de verre de diverses couleurs éditée par Steiner à partir de la même année.
Ses pièces sont aujourd'hui le témoin des « transformations esthétiques et formelles qui ont révolutionné la conception du siège en France dans les années 1950 »[réf. nécessaire]. La galerie Pascal Cuisinier leur consacra une exposition en 2014, 100 sièges 1951-1961, où elles furent présentées aux côtés d'assises phares de Pierre Guariche, Joseph-André Motte, Pierre Paulin, etc..

Vues d'artistes d'après des meubles attribués à René-Jean Caillette
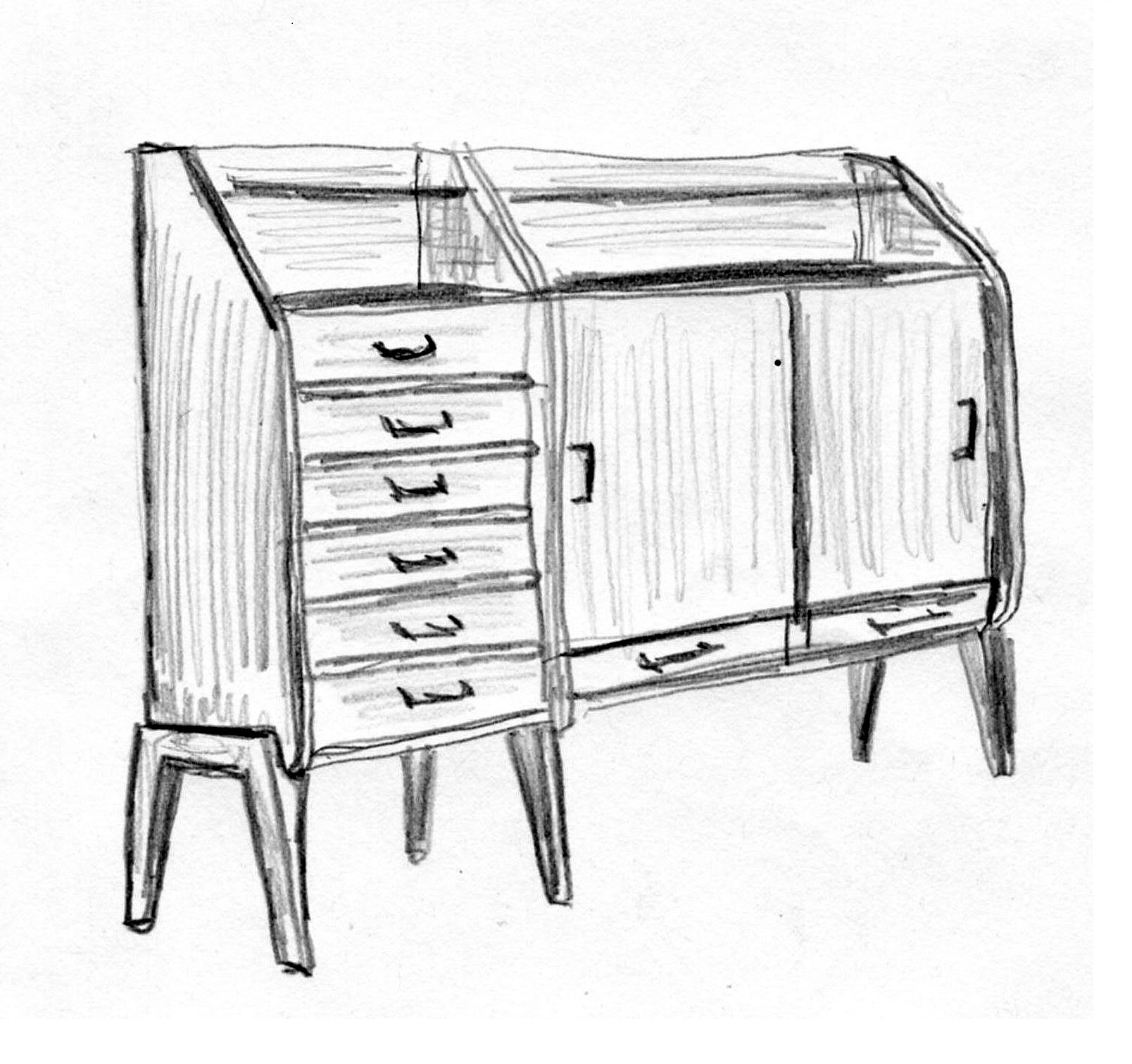
Éléments buffet, 1950.
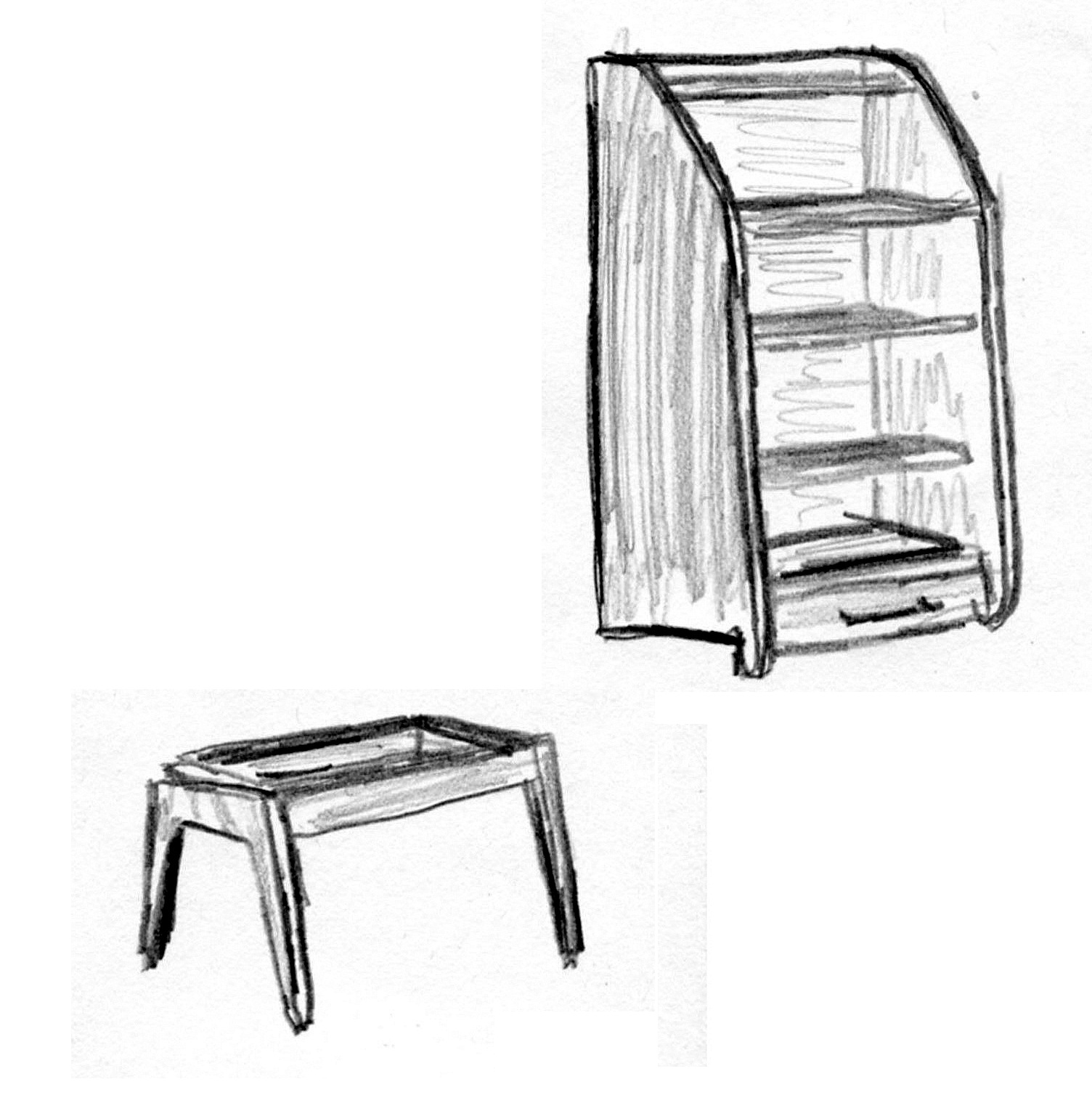
Éléments étagère, 1950.
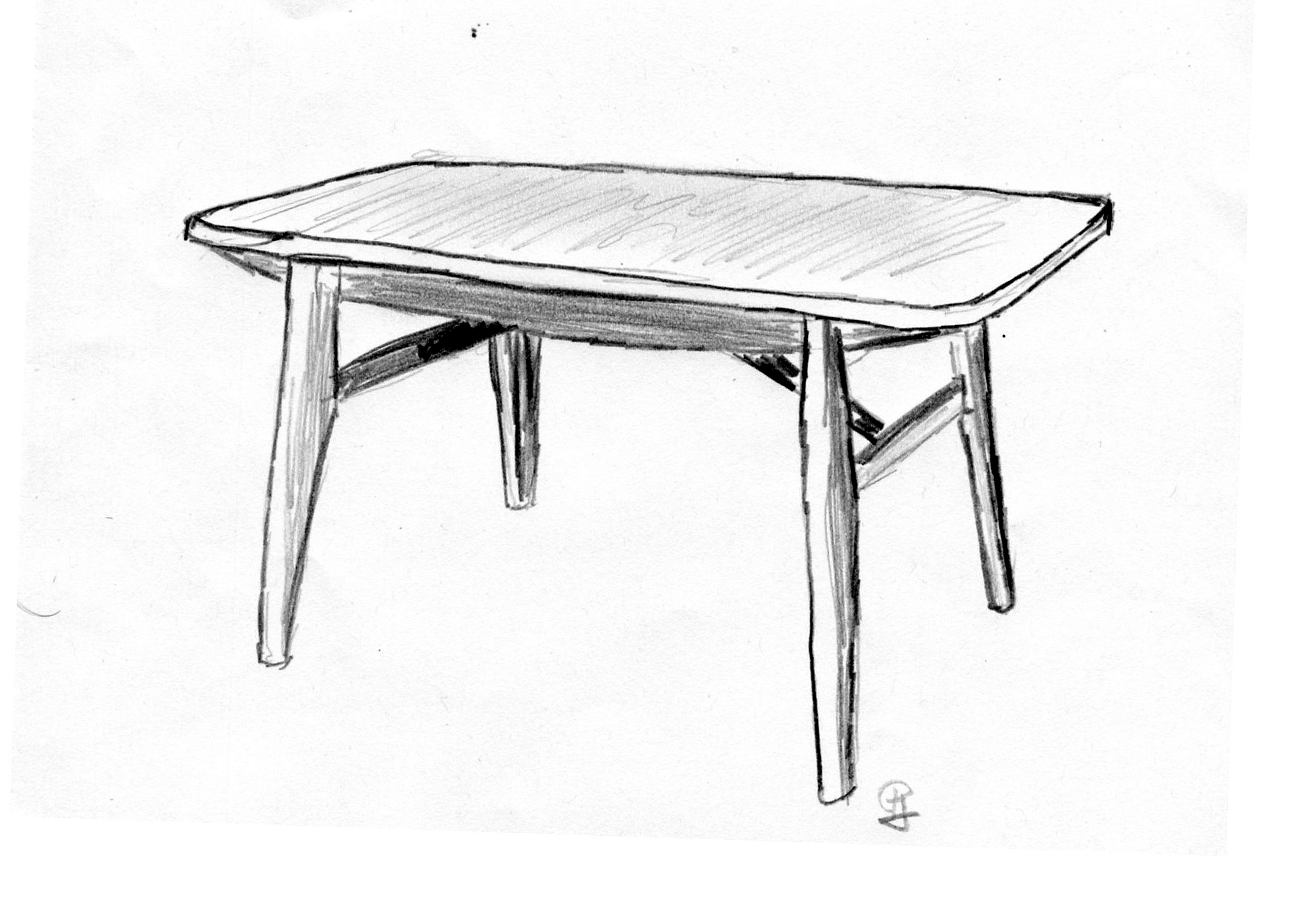
Table salle à manger, 1950.
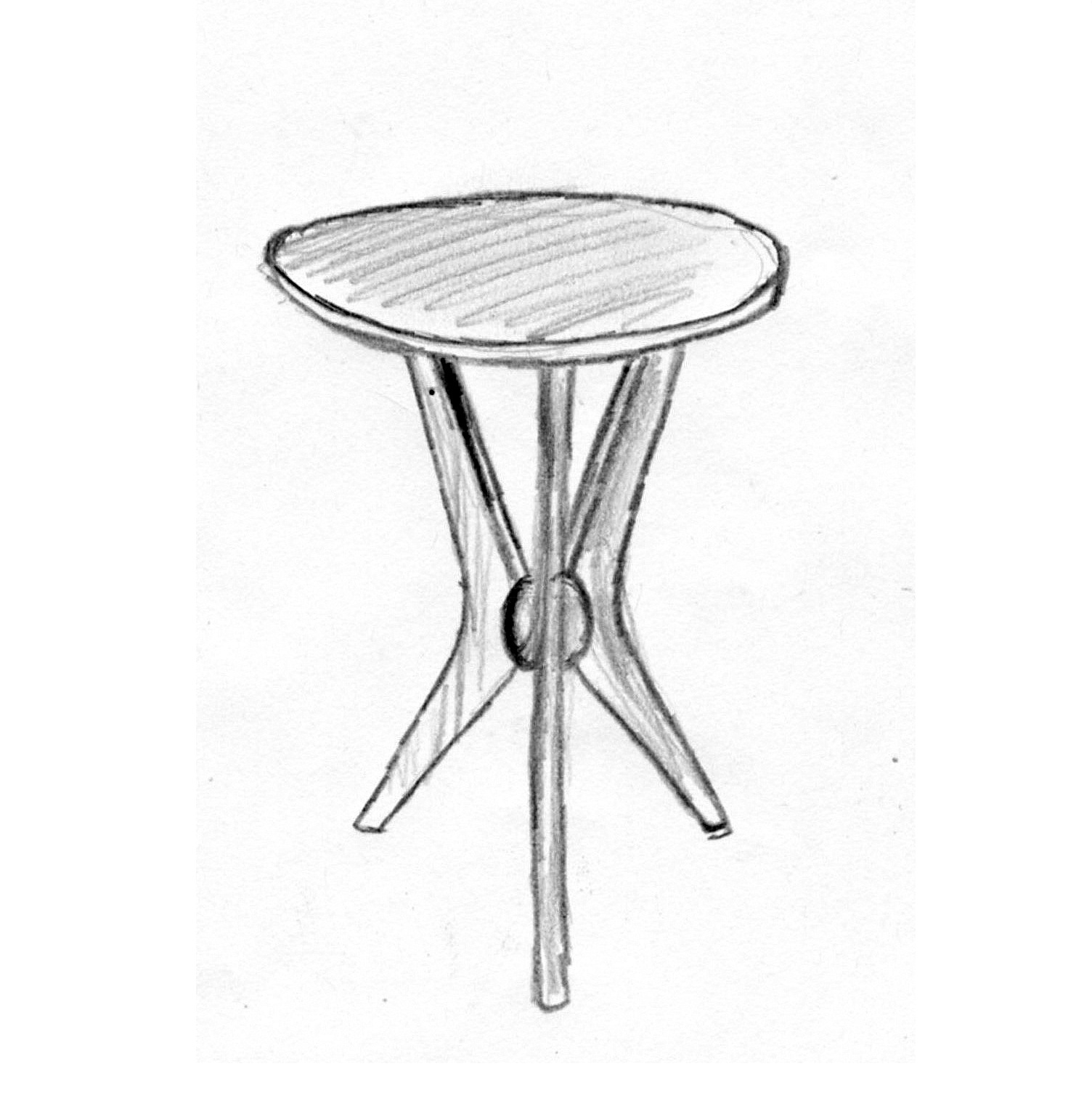
Guéridon, 1950.
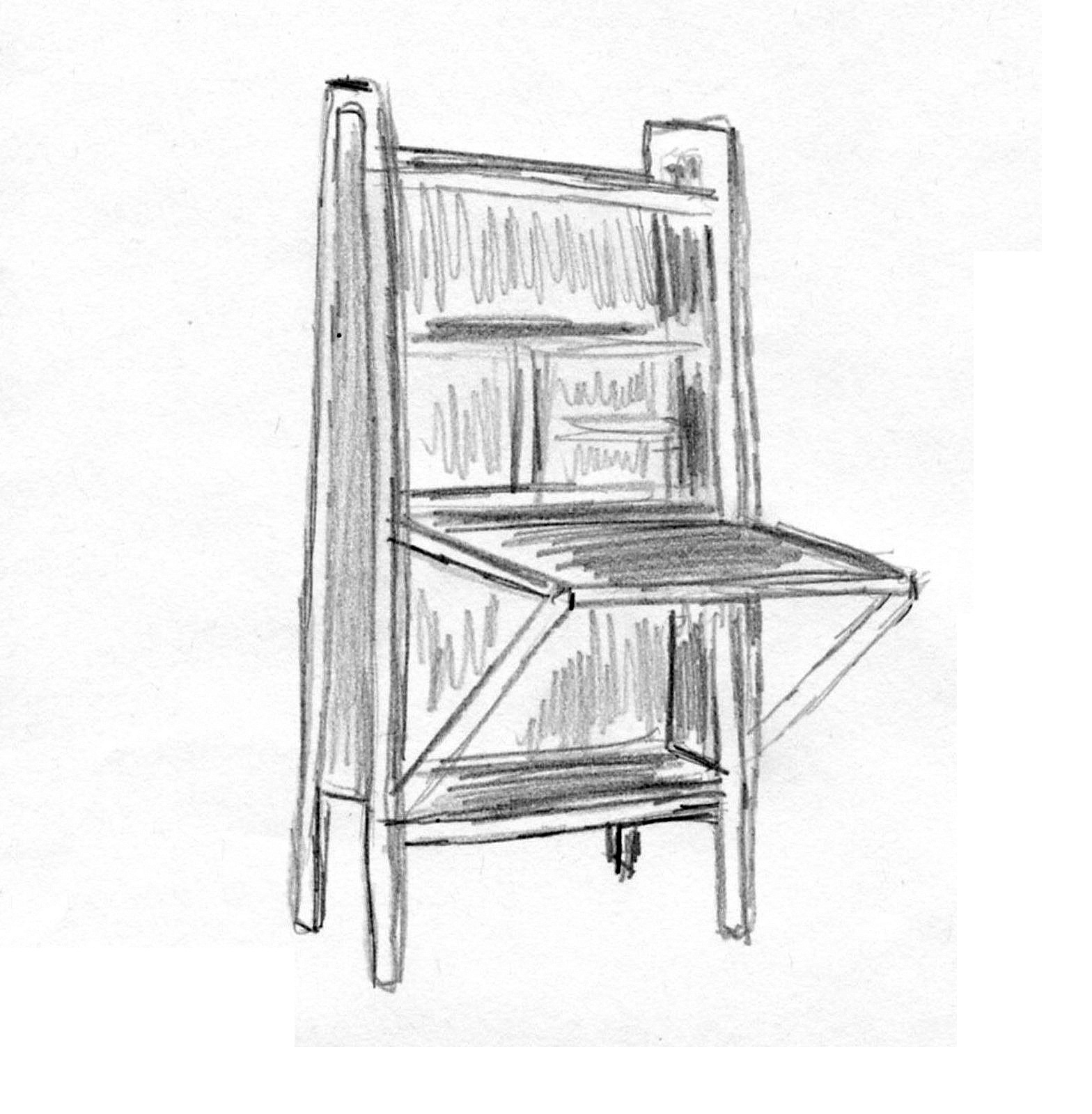
Secrétaire, 1951.
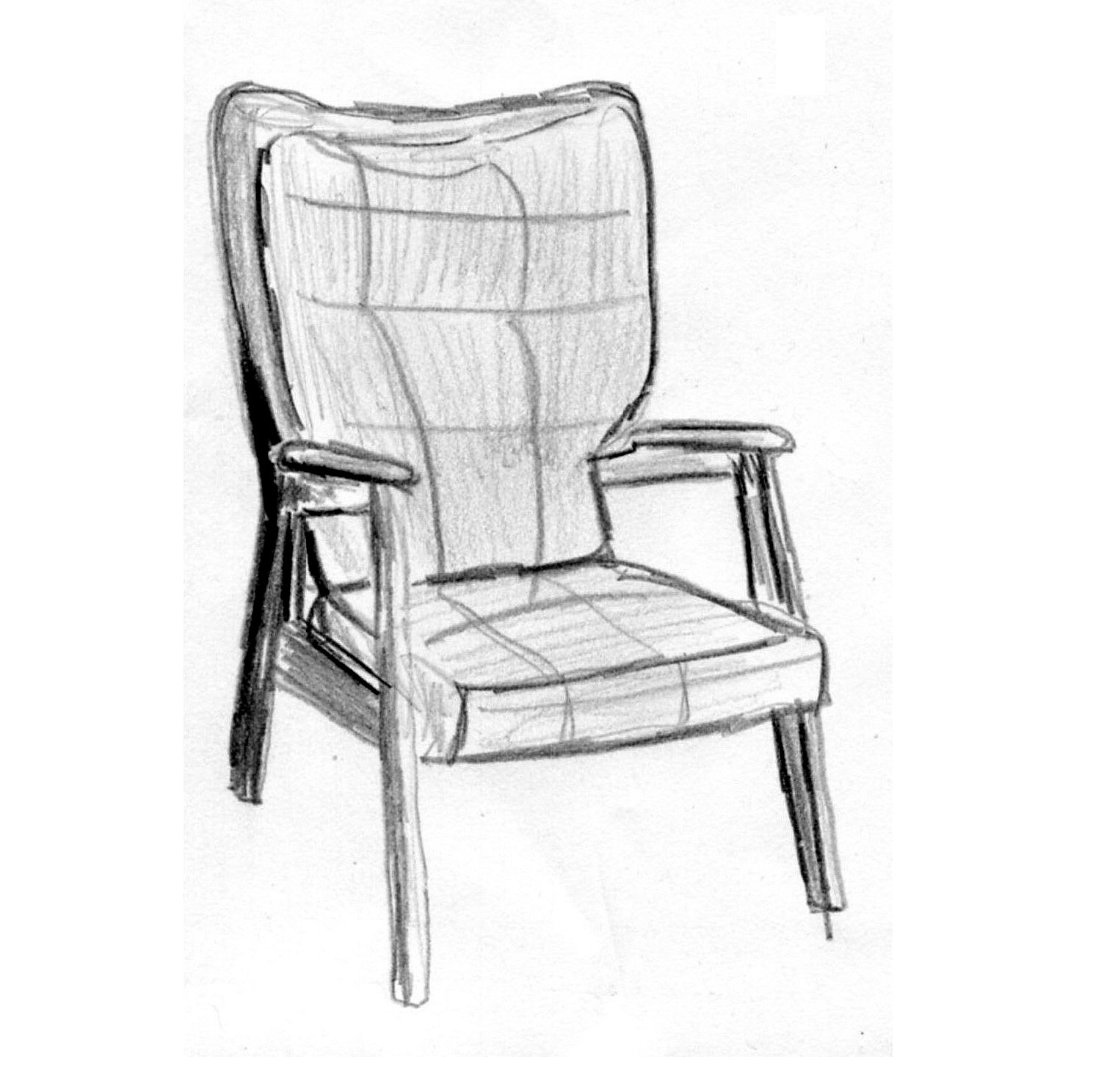
Fauteuil, 1951.
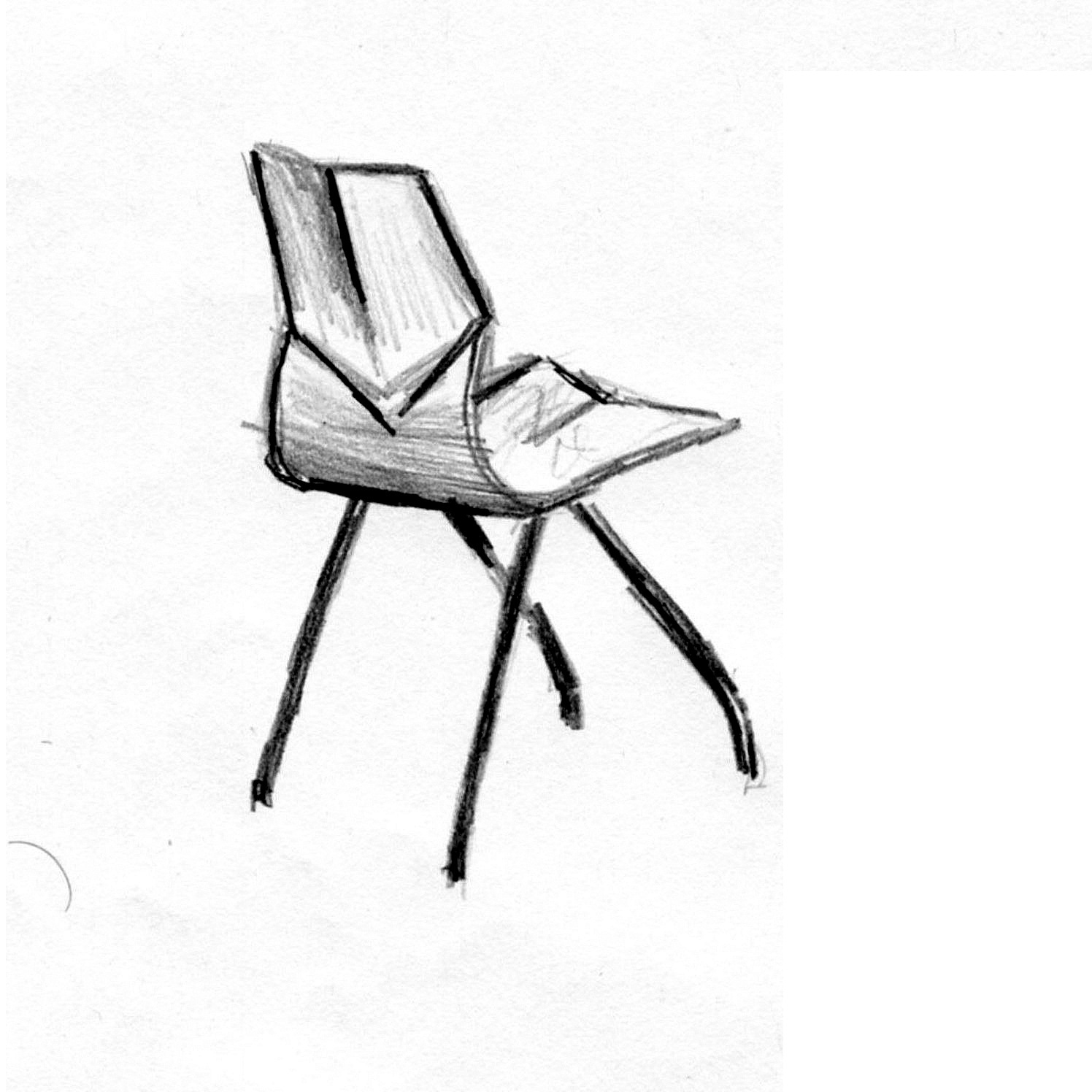
Chaise Diamand, 1957.
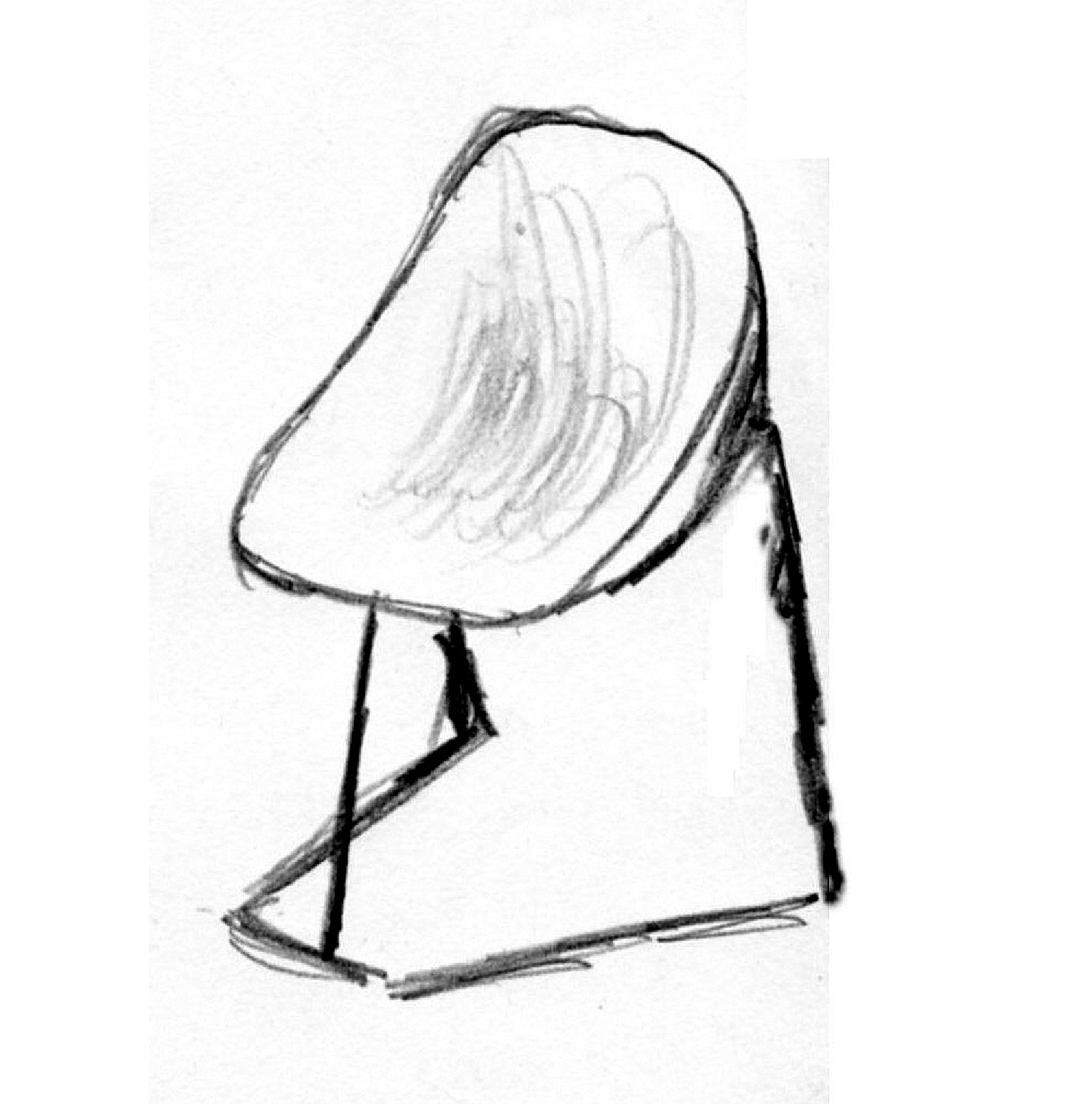
Chaise Coccinelle, 1957.